# Хмелевский, Викентий Фердинандович
Вике́нтий Фердина́ндович Хмеле́вский (1880—1933) — известный учёный, ботаник, экстраординарный профессор Варшавского университета, член Крымско-Кавказского горного клуба

## Биография
Викентий Хмелевский родился в Сибири. Окончил естественное отделение физико-математического факультета Новороссийского университета. В 1888 году назначен приват-доцентом Харьковского университета. В 1889 году назначен доцентом Института сельского хозяйства и лесоводства в Новой Александрии.
В 1890 году защитил диссертацию на степень магистра ботаники в Харьковском университете. Тема диссертации: «Материалы к морфологии и физиологии полового процесса у низших растений». В 1901 году назначен экстраординарным профессором Варшавского университета.
В 1915 году в связи с приближением германских войск вместе с Варшавским университетом был эвакуирован в Ростов-на-Дону, где принял активное участие в становлении естественного отделения физико-математического факультета Донского университета, позднее — биологического факультета (в настоящее время — биолого-почвенный факультет Южного федерального университета).
Имел дачу в поселке Красная Поляна, где проводил исследования, читал лекции местным жителям. В частности, им были проведены исследования и составлены описания озёр в восточной части хребта Ачишхо, в окрестностях Красной Поляны. Эти озёра носят название озёра Хмелевского.
После революции 1917 года обосновался в Сочи. В 1921 году был инструктором по внешкольному образованию Сочинского Отдела народного образования. Читал лекции, вёл метеорологические наблюдения. Помогал в составлении коллекций и гербариев в городском музее краеведения.
Умер в 1933 году. Похоронен на Литераторских мостках.